# جامیان
جامیان یا سمگان، عنوان سلسله‌ای از پادشاهان مسلمان که طی سده‌های ۸ تا ۱۰ق/۱۴–۱۵م بر سند حکومت کردند.

## تبارشناسی

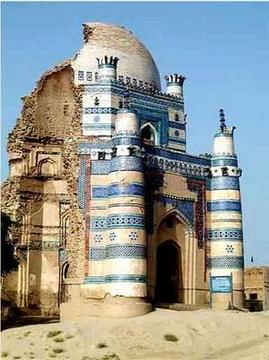
مقبرهٔ اچ

در نسب جام‌ها که از قبایل سمه بودند، روایت‌های گوناگون وجود دارد. برخی اصل آن‌ها را سامی و عرب، و برخی دیگر ایرانی و از نسل جمشید گفته‌اند و لقب جام را هم که بر همهٔ پادشاهان این سلسله گفته می‌شد مأخوذ از نام جمشید دانسته‌اند (نک‍: قانع، تحفة…، ۹۹ بب‍؛ شاهنوازخان، ۳/۳۰۵). اما سمه نام قبیله‌ای از راجپوتها در سند بود که رهبری آن‌ها را مردی بودایی برعهده داشت.
سمهها در مرزهای لوهانه (سنگهار (به انگلیسی: Sanghar) جدید در منطقهٔ حیدرآباد) زندگی می‌کردند (EI2, VIII/1047). بکری می‌نویسد که سمه‌ها از نواحی کچ به حدود سند مهاجرت کرده بودند (ص ۶۱). همچنین مؤلف چچ‌نامه در چند جا از سمه به عنوان ناحیه‌ای در سند یاد کرده که تحت فرمان رای سیهرس بن ساهسی بوده است (نک‍: کوفی، ۱۵، ۳۹). به گفتهٔ ریاض‌الاسلام، سمه‌ها به سبب خویشاوندی با جادجیا جامها (به انگلیسی: Djadedja Djāms) در کاتیاوار (به انگلیسی: Kāthīāwār)، عنوان جام را برای خود اختیار کردند (نک‍: EI2، همان‌جا).
در فتوح اسلامی سند به فرماندهی محمد بن قاسم ثقفی (۹۳ق/۷۱۲م)، قبایل سمه نیز به اطاعت مسلمانان درآمدند و خریم بن عمرو به امارت قلمرو آن‌ها منصوب شد (کوفی، ۲۲۰)، اما مؤلف چچ‌نامه دربارهٔ اسلام‌آوردن سمه‌ها در این زمان سخنی نگفته است (قس: قانع، همان‌جا، که به نقل از چچ‌نامه آورده است که سمه‌ها در این زمان به اسلام گرویدند).

## برآمدن
در اواخر حکمروایی سلطان محمد بن تغلق (سل‍ ۷۲۵–۷۵۲ق/۱۳۲۴–۱۳۵۱م)، سمه‌ها در شورش‌های این ناحیه شرکت و مداخله داشتند و هم‌زمان با ضعف روزافزون سومره‌ها که از قبایل رقیب سمه‌ها در این منطقه بودند، اینان قدرت بیشتری یافتند. مدارک موجود در آرشیوهای دولتی سلطنت وقت دهلی، ضمن نشان دادن آخرین مراحل انتقال قدرت از سومره‌ها به سمه‌ها، حکایت از آن دارند که فیروزشاه تغلقی (سل‍ ۷۵۲–۷۹۱ق/۱۳۵۱–۱۳۸۸م) خواهان تقویت و حفظ قدرت سومره‌ها در برابر سمه‌ها بوده است (EI2، همان‌جا).
بنیان‌گذار سلسلهٔ جامیان، فیروزالدین شاه جام انر بن بانبینه (به انگلیسی: Bānhbīna) (د ۷۵۳ق/۱۳۵۲م) نام دارد که پس از شورش مردم بر ضد ارمیل، آخرین حکمران سومره، به خواست مردم ملقب به «جام» شد و رهبری آن‌ها را برعهده گرفت. او پس از پیروزی بر ملک رتن، از صاحب‌منصبان تغلق شاهیان، سیوستان را تصرف کرد و خود را مستقل خواند (بکری، ۶۲–۶۳). دربارهٔ تاریخ دقیق این حادثه اختلاف است و سه تاریخ ۷۳۷ و ۷۴۹ و ۷۵۱ق را برای استقلال او آورده‌اند (نک‍: راشدی، حاشیه بر تحفة، ضمیمهٔ ص ۱۱۰؛ قس: بلوچ، ۳۰۵، ۳۰۷–۳۰۸؛ EI2، همان‌جا).
ابن بطوطه در سفرنامهٔ خود از صاحب‌منصب برجسته‌ای به نام ونارسامری در سیوستان نام برده است که پس از قتل رتن، حاکم سند، توسط شورشیان «ملک فیروز» نام گرفت و به امیری آن‌ها انتخاب شد (نک‍: ۲/۴۵۶–۴۵۸). اگرچه بیشتر پژوهشگران سندی ونارسامری را همین فیروزالدین جام انر دانسته‌اند، اما به نظر ریاض‌الاسلام این نسبت روشن و قابل اثبات نیست (نک‍: EI2، همان‌جا).

## حکمرانان

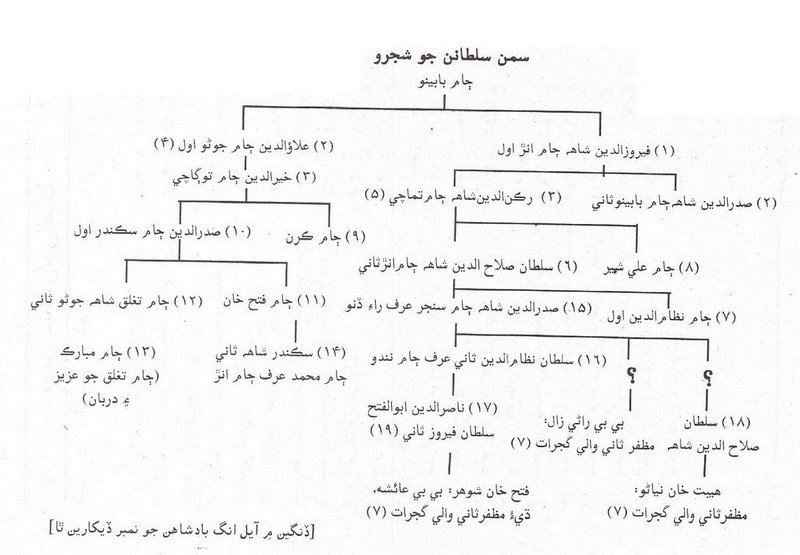
شجره‌نامهٔ پادشاهان جامیان

جام انر پس از سه سال و شش ماه حکومت درگذشت. برخی گفته‌اند که به تحریک وکیل او، کاهه بن تماچی، علی‌شاه ترک و ملک فیروز او را به قتل رساندند (بکری، ۶۳؛ قانع، همان، ۱۰۰).
در دورهٔ حکومت مشترک برادر او، علاءالدین جام جونه (نخستین دورهٔ حکومت: ۷۵۳–۷۶۸ق)، و صدرالدین جام بانبینه (حک‍ ۷۵۳–۷۶۸ق) دامنهٔ متصرفات جامیان تا بهکر گسترش یافت (بکری، همان‌جا؛ فرشته، ۲/۳۱۷). در ۷۶۷ق/۱۳۶۵م سلطان فیروزشاه تغلقی برای تصرف تهته، تختگاه جامیان، به آن ناحیه رفت. این لشکرکشی یک سال ادامه یافت و سرانجام با وساطت عارف بزرگ، جلال‌الدین حسین بخاری، و پس از اطاعت دو حکمران جام، تهته به تصرف سلطان فیروزشاه درآمد. به خواست سلطان، جام جونه و بانبینه را که شمس سراج از او با نام بانهبنه یاد کرده است به دهلی بردند. در غیاب آن‌ها حکومت تهته توسط خیرالدین جام طغاچی، پسر علاءالدین جام جونه، و رکن‌الدین شاه جام تماچی (نخستین دورهٔ حکومت: ۷۶۸–۷۷۲ق)، برادر صدرالدین جام بانبینه، اداره می‌شد.
تماچی پس از مدتی بر سلطان دهلی طغیان کرد و فیروزشاه، جام جونه را برای آرام کردن او به تهته فرستاد و او موفق شد تماچی را به دهلی ببرد (شمس سراج، ۲۴۰، ۲۴۲–۲۴۳، ۲۴۵، ۲۴۷، ۲۵۴؛ ماهرو، ۱۸۶). به گفتهٔ شمس سراج (همان‌جا)، سلطان تغلق‌شاه (سل‍ ۷۹۰–۷۹۱ق) پس از جلوس، بانبینه را به سبب خدماتش، به حکومت تهته تعیین کرد، اما او در راه بازگشت به تهته درگذشت و جام جونه دومین‌بار به حکومت رسید (قس: راشدی، همان‌جا، که تاریخ دومین مرتبهٔ حکومت علاءالدین جام جونه را ۷۷۱–۷۹۱ق آورده است).
از دورهٔ حکمروایی جام تغلق (حک‍ ۸۳۱–۸۵۷ ق/۱۴۲۷–۱۴۵۳م) به سبب ضعف سلاطین دهلی، جام‌ها روابط خود را با سلاطین گجرات گسترش دادند (فرشته، ۲/۳۱۸–۳۱۹). در دورهٔ حکومت جام سنجر (حک‍ ۸۵۸–۸۶۶ ق) سند به‌طور بی‌سابقه‌ای آباد شد و رونق گرفت (بکری، ۷۲). پس از وی بزرگ‌ترین پادشاه این سلسله یعنی جام نظام‌الدین مشهور به «جام ننده» (سل‍ ۸۶۶–۹۱۴ق/۱۴۶۱–۱۵۰۸م) به اتفاق آراء مردم و سپاهیان، به سلطنت رسید. در همین دوره شاه‌بیگ ارغون در ۸۹۰ ق/۱۴۸۵م از قندهار به سند لشکر کشید و پس از تاخت و تازهایی که به تصرف قلعهٔ سهوان انجامید، به قندهار عقب‌نشینی کرد (فرشته، ۲/۳۲۰).
جام نظام‌الدین را شخصیتی با فضیلت، اهل زهد، هنردوست و مورد احترام مردم و بی‌مانند در میان سلاطین هند دانسته‌اند (نهاوندی، ۲/۲۷۳؛ EI2، همان‌جا؛ نیز نک‍: راشدی، حاشیه بر مکلی‌نامه، ۹۱). در نتیجهٔ اقدامات مؤثر او در مدت ۴۸ سال فرمانروایی، امنیت و رفاهی در جامعه به وجود آمد که موجب رشد و توسعهٔ فرهنگ و هنر شد. مقبرهٔ جام نظام‌الدین در مکلی نزدیک تهته از آثار برجستهٔ معماری آن روزگار است (نک‍: قانع، مکلی‌نامه، ۲۳–۲۴؛ راشدی، همان، ۹۸–۱۰۲).
جام نظام‌الدین دوستدار مباحثه و گفتگوهای علمی بود و شاید به همین سبب جلال‌الدین محمد دوانی (د ۹۰۸ق/۱۵۰۲م) درصدد برآمد از شیراز به سند مهاجرت کند. جام نظام‌الدین برای او هزینهٔ سفر فرستاد، اما پیش از آن‌که قاصدان به شیراز برسند، جلال‌الدین درگذشت و دو شاگرد برجستهٔ او میرشمس‌الدین و میرمعین به تهته رفتند و در این شهر اقامت گزیدند (بکری، ۷۴–۷۵).
جام فیروز (حکومت در دو مرحله: ۹۱۴–۹۲۸ق/۱۵۰۸–۱۵۲۲م) پسر جام نظام‌الدین در ۵ سالگی توسط دو تن از درباریان با نفوذ به نام‌های دریاخان که او را پسرخواندهٔ جام نظام‌الدین دانسته‌اند و سارنگ‌خان به تخت نشست (همو، ۷۶؛ فرشته، همان‌جا). دورهٔ حکمروایی جام فیروز دورهٔ ناآرامی‌های سیاسی و اجتماعی بود. ناتوانی او در ادارهٔ حکومت و اختلاف‌هایش با دریاخان، سبب شد تا صلاح‌الدین که او را نبیرهٔ جام سنجر دانسته‌اند (قانع، تحفة، ۱۰۷؛ قس: احمد، ۳/۵۱۸، که می‌گوید صلاح‌الدین از نزدیکان جام فیروز بود) با کمک سلطان مظفر گجراتی به تهته لشکر کشد و تخت سلطنت را تصرف کند، اما پس از مدتی کوتاه جام فیروز با دریاخان صلح کرد و به کمک او، صلاح‌الدین را شکست داد و حکومت را باز پس گرفت (بکری، ۷۶–۷۹؛ قانع، همان‌جا).
جام صلاح‌الدین یک بار دیگر (۹۲۶–۹۲۷ق/۱۵۱۹م) در پی نامه‌هایی که مردم ناراضی تهته برای او به گجرات فرستاده بودند، با کمک سلطان مظفر به تهته لشکر کشید و این شهر را تصرف کرد، اما جام فیروز این بار نیز با کمک گرفتن از شاه بیگ توانست بر او فائق آید. در این جنگ صلاح‌الدین و پسرش کشته شدند (بکری، ۷۷–۷۹؛ فرشته، همان‌جا؛ خدادادخان، ۶۳).
چندی بعد چون شاه‌بیگ نتوانست قندهار را برابر لشکرکشی بابر حفظ کند (نک‍: بکری، ۷۹)، به طمع تصرف سند افتاد و به آن‌جا لشکر کشید (۹۲۶ق). قانع (همان، ۱۰۸) علت این لشکرکشی را دعوت مادر جام فیروز از وی دانسته است که به سبب تسلط دریاخان بر امور، برای پسر خود جز نام در پادشاهی چیز دیگری نمی‌دید. طی جنگ سختی که میان طرفین درگرفت، جام فیروز شکست خورد و تهته توسط سپاهیان شاه بیگ غارت شد (۹۲۷ق). این حادثه استقلال جام‌ها را نیز پایان داد و پس از آن آن‌ها باج‌گذار شاه‌بیگ شدند. جام فیروز به خدمت شاه بیگ رفت و دوباره امارت تهته به او تفویض شد. افزون بر آن، شاه بیگ پس از مشورت با امرای خود، به سبب وسعت سند، ادارهٔ نیمی از آن را به جام فیروز، و نیمی دیگر را به معتمدان خود سپرد (بکری، ۱۱۴–۱۱۶؛ تتوی، ۱۹–۲۰؛ احمد، ۳/۵۱۹).
گویا جام فیروز پس از درگذشت شاه‌بیگ در ۹۲۸ق/۱۵۲۱م از اطاعت ارغونیان سرپیچید، و به همین سبب میرزا شاه حسن، پسر شاه‌بیگ به تهته لشکر کشید. جام فیروز شکست خورد و به گجرات رفت و در زمرهٔ امرای سلطان بهادر درآمد (تتوی، ۲۴–۲۶؛ نسیانی، ۶۰–۶۱؛ قس: قانع، همان‌جا؛ شاهنوازخان، ۳/۳۰۶).

## فرهنگ و هنر
در دورهٔ حکومت جام فیروز، عبدالعزیز ابهری و مولانا اثیرالدین ابهری و پسرانش که از عالمان برجستهٔ روزگار خود بودند، به سبب پادشاهی شاه اسماعیل صفوی (سل‍ ۹۰۷–۹۳۰ق/ ۱۵۰۱–۱۵۲۴م) از هرات به سند مهاجرت کردند.
پادشاهان جام به شهرسازی علاقه داشتند و دو شهر ساموئی (در دامنهٔ کوه مکلی و نزدیک تهته) که نام آن را برگرفته از نام سمهها دانسته‌اند، و تهته را که پایتختشان بود، آباد کردند و رونق بخشیدند (بلوچ، ۲۸۱، ۳۰۲).

## نگارخانه

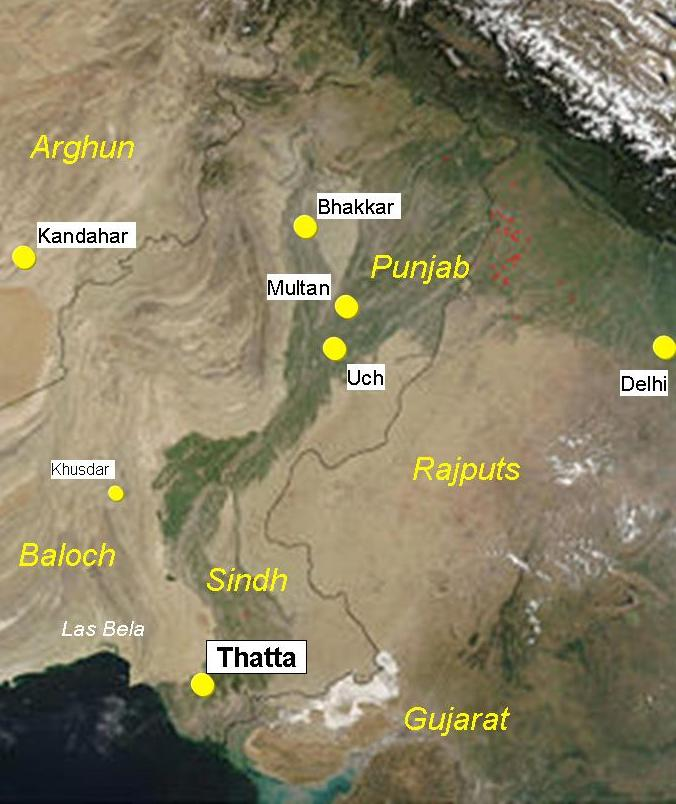
سلسلهٔ سمه در پاکستان امروزی
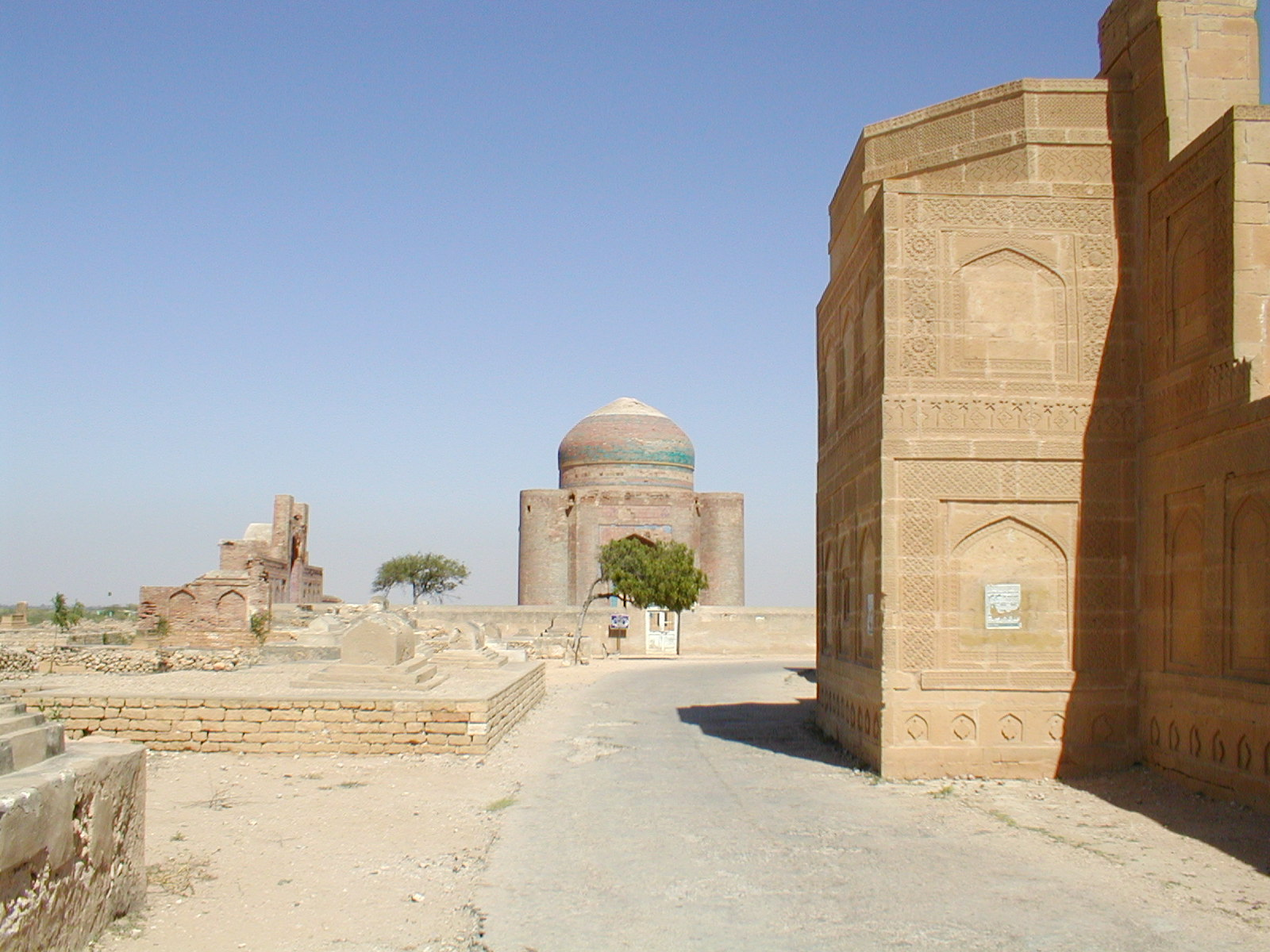
مقابر در ملکی

## پی‌نوشت
1. ↑  M. H. Panhwar, Languages of Sindh, p 7.
2. ↑  «دانشنامۀ ادب فارسى». ۴ جلد (۳): ۲۵۶۱.
3. 1 2 3 4 5 6 7 8 9 10 11 12 13 14 15 16 17 18 19 20  سیدحسین‌زاده، «جلد ۱۷، ذیل «جامیان»»، دائرةالمعارف بزرگ اسلامی.